# Hôtel de ville d'Évian-les-Bains
L'hôtel de ville d'Évian-les-Bains est un hôtel de ville, anciennement villa de la famille des frères Lumière situé à Évian-les-Bains, en France.

## Localisation
L'hôtel de ville est situé dans le département français de la Haute-Savoie, sur la commune d'Évian-les-Bains, l'une de ses façades donnant directement sur le lac Léman, dont les rives se trouvent quelques mètres plus loin.

## Description
L'immeuble est de style classique français, tandis que la décoration intérieure est de type rococo. La façade située à l'est comporte une entrée encadrée de deux statues inspirées des Atlantes de Pierre Puget visibles à l'entrée de l'Hôtel de Ville de Toulon ; au-dessus de la devise « Liberté Égalité Fraternité » figure un soleil rayonnant faisant référence au nom de famille des Lumière. La porte en chêne est ornée de bas-reliefs en bronze représentant, sur les deux battants, des allégories de la Peinture et de la Sculpture. À l'intérieur, un hall d'entrée au plafond à caissons comprend deux grands bas-reliefs sculptés qui se font face, allégories des arts et des sciences. À droite, il y a deux salles dont un grand salon et un petit salon aux teintes jaunes, avec du mobilier d'époque. En face de l'entrée, un escalier aux boiseries de chêne et recouvert d'un tapis rouge débute par une statue de lion à la gueule ouverte sur la droite, et est dominé par un lustre à pampilles d'origine. Les murs encadrant cet escalier sont agrémentés de peintures d'artistes lyonnais accompagnées, en dessous, de bas-reliefs en bronze.

## Historique
La construction de l'édifice a commencé en 1885, à l'initiative d'Antoine Lumière ; l'immeuble a été acquis par Rodolfo Taurel en 1925 et fut acheté par la ville en 1927. Il est inscrit au titre des monuments historiques en 1981.